# Christine Manie
Patience Christine Manie (* 4. Mai 1984 in Yaoundé) ist eine kamerunische Fußballspielerin.

## Karriere
Christine Manie startete ihre Karriere in der Jugend von Canon de Yaoundé und wurde 2005 in die erste Mannschaft befördert. Im Sommer 2009 verließ sie Kamerun und heuerte in Belarus beim FK Minsk an, wo sie gemeinsam mit Nationalmannschaftskollegin Enow Ngachu spielte. Nach zwei Spielzeiten in der höchsten belarussischen Liga für FK Minsk, wechselte sie im Dezember 2011 nach Rumänien zu CS Negrea Reșița.

## International
Manie gehört seit 2006 zur kamerunischen Nationalmannschaft und spielte seitdem in 59 Länderspielen für ihr Heimatland. Im Juli 2012 wurde sie für die olympischen Sommerspiele 2012 in London nominiert. Sie kam in zwei Gruppenspielen der Kamerunerinnen zum Einsatz. Kamerun schied mit drei Niederlagen aus. Bei der Fußball-Afrikameisterschaft der Frauen 2014 erzielte sie im Halbfinale gegen die Elfenbeinküste in der Verlängerung den 2:1-Siegtreffer, womit Kamerun das Finale erreichte und sich damit für die WM 2015 qualifizierte, bei der  sie zum kamerunischen Kader gehört.